# Liste der Mitglieder der American Academy of Arts and Sciences/2016
Im Jahr 2016 wählte die American Academy of Arts and Sciences 213 Personen zu ihren Mitgliedern.
Neben 167 Mitgliedern (fellows) wurden 37 „foreign honorary members“ gewählt, die keine Staatsbürger der Vereinigten Staaten oder dort tätig sind.

## Neu gewählte Mitglieder

### Fellows
- Diane Ackerman (* 1948)
- Andreas J. Albrecht (* 1957)
- Farooq Azam (* 1943)
- Andrew E. Barshay (* 1953)
- Austin M. Beutner (* 1960)
- Bernard S. Black (* 1953)
- Donna Gail Blackmond (* 1958)
- Michael S. Brainard (* 1963)
- Edythe L. Broad (* 1933)
- Keith W. T. Burridge (* 1950)
- Robert E. Buswell (* 1954)
- Andrea Louise Campbell (* 1966)
- Brandice Canes-Wrone (* 1971)
- John Michael Carethers (* 1963)
- Jean N. Case (* 1959)
- Erwin Chemerinsky (* 1953)
- Andrew J. Cherlin (* 1948)
- Victor Chernozhukov (* 1974)
- Michelene T. H. Chi (* 1950)
- Rey Chow (* 1957)
- Andrew G. Clark (* 1954)
- Tom C. Conley (* 1943)
- Benjamin F. Cravatt (* 1970)
- Kathleen A. Deagan (* 1949)
- Jeffrey A. Dean (* 1968)
- Jeremy Denk (* 1970)
- Jill Dolan (* 1957)
- James R. Downing (* 1954)
- Jennifer L. Eberhardt (* 1965)
- Patricia Buckley Ebrey (* 1947)
- Richard H. Ebright (* 1959)
- Jeffrey L. Elman (1948–2018)
- Douglas J. Emlen (* 1967)
- Pavel Etingof (* 1969)
- Percival Everett (* 1956)
- Mathea Falco (* 1944)
- JoAnn Falletta (* 1954)
- Denis Feeney (* 1956)
- Janet Franklin (* 1959)
- Joshua A. Frieman (* 1959)
- Robert J. Full (* 1958)
- Gerald G. Fuller (* 1953)
- John Gabrieli (* 1955)
- Theaster Gates (* 1973)
- Sanjay Ghemawat (* 1966)
- Lila M. Gierasch (* 1948)
- Margaret P. Gilbert (* 1942)
- Gary Gilliland (* 1954)
- Sander L. Gilman (* 1944)
- Robert M. Glaeser (* 1940)
- Robert Gober (* 1954)
- Robert L. Goldstone (* 1964)
- Robert A. Gottlieb (1931–2023)
- Joanne S. Gowa (* 1951)
- M. Temple Grandin (* 1947)
- Steve Granick (* 1953)
- Donald K. Grayson (* 1945)
- Sanford D. Greenberg (* 1940)
- Sandra E. Greene (* 1954)
- Leslie Greengard (* 1956)
- Beatrice H. Hahn (* 1955)
- David P. Hajjar (* 1952)
- Terrance A. Hayes (* 1971)
- Antonia Hernandez (* 1948)
- Jacqueline Hewitt (* 1952)
- Ralph J. Hexter (* 1952)
- Donald Hilvert (* 1956)
- Marianne Hirsch (* 1949)
- Mellody L. Hobson (* 1969)
- Mark W. Hochstrasser (* 1959)
- Ali Hortacsu (* 1975)
- G. John Ikenberry (* 1954)
- Donald E. Ingber (* 1956)
- Walter Isaacson (* 1952)
- Barbara V. Jacak (* 1957)
- Steven E. Jacobsen (* 1964)
- Larry L. Jacoby (* 1944)
- Christopher Jarzynski (* 1965)
- Shelly Kagan (* 1956)
- Anna R. Karlin (* 1960)
- Kim Kashkashian (* 1952)
- Jay D. Keasling (* 1964)
- Robin D. G. Kelley (* 1962)
- Jeffery W. Kelly (* 1960)
- Joel Grant Kingsolver (* 1953)
- Jack Knight (* 1955)
- János Kollár (* 1956)
- Alex L. Kolodkin (* 1958)
- Yusef Komunyakaa (* 1941)
- Melvin J. Konner (* 1946)
- Samuel S. Kortum (* 1960)
- Chryssa Kouveliotou (* 1953)
- Bryna R. Kra (* 1966)
- Adrian R. Krainer (* 1958)
- M. Magdalene Lampert (* 1947)
- Carol D. Lee (* 1945)
- David L. Lee (* 1948)
- David W. Leebron (* 1955)
- Warren J. Leonard (* 1952)
- Michael J. Lichten (* 1954)
- Glenn Ligon (* 1960)
- Ronald Linde (* 1939)
- Timothy P. Lodge (* 1954)
- Lawrence A. Loeb (* 1936)
- Gordon D. Logan (* 1948)
- Helen E. Longino (* 1944)
- Monica Cecilia Lozano (* 1956)
- Glen M. MacDonald (* 1956)
- M. Elizabeth Magill (* 1966)
- Ulrike Malmendier (* 1973)
- George M. Marsden (* 1939)
- Kelsey C. Martin (* 1958)
- Vann McGee (* 1953)
- Mark Alan McPeek (* 1960)
- Joachim Messing (1946–2019)
- Robert Brian Millard (* 1950)
- Scott J. Miller (* 1966)
- Tom M. Mitchell (* 1951)
- Russell A. Mittermeier (* 1949)
- John T. Monahan (* 1946)
- Toshiko Mori (* 1952)
- Trevor Morrison (* 1972)
- Sendhil Mullainathan (* 1973)
- Carl F. Nathan (* 1946)
- Eric G. Neilson (* 1949)
- Carol Ann Newsom (* 1950)
- David Nirenberg (* 1964)
- Eva Nogales (* 1965)
- Jacqueline Novogratz (* 1961)
- Andrei Okounkov (* 1969)
- Hirosi Ooguri (* 1962)
- Sarah P. Otto (* 1967)
- Roberto D. Peccei (1942–2020)
- Susan G. Pedersen (* 1960)
- James W. Pellegrino (* 1947)
- Robert B. Phillips (* 1964)
- Paul Pierson (* 1959)
- Terry A. Plank (* 1963)
- Jennifer J. Raab (* 1956)
- Tal D. Rabin (* 1962)
- Jahan Ramazani (* 1963)
- Mary Ann Rankin (* 1945)
- Debraj Ray (* 1957)
- Christopher A. Reynolds (* 1951)
- Vladimir Rokhlin (* 1952)
- Bruce R. Rosen (* 1955)
- John L. R. Rubenstein (* 1955)
- Melanie S. Sanford (* 1975)
- Kim Lane Scheppele (* 1953)
- Robert J. Schoelkopf (* 1964)
- Peter H. Schuck (* 1940)
- Arthur I. Segel (* 1951)
- Joel Seligman (* 1950)
- Michael A. Sells (* 1949)
- Scott J. Shenker (* 1956)
- Yang Shi (* 1960)
- Wayne Shorter (1933–2023)
- David E. Simpson (* 1951)
- Lorna Simpson (* 1960)
- Maynard E. Solomon (1930–2020)
- David St. John (* 1949)
- James Stavridis (* 1955)
- Lisa Tauxe (* 1956)
- Alan S. Taylor (* 1955)
- George Tsebelis (* 1953)
- Anne M. Villeneuve (* 1959)
- Peter W. Voorhees (* 1955)
- Isiah M. Warner (* 1946)
- Michael R. Wasielewski (* 1949)
- Elke U. Weber (* 1958)
- Ralph Weissleder (* 1958)
- Steven R. White (* 1959)
- Christopher S. Wood (* 1961)
- James F. Woodward (* 1947)
- Kevin L. Young (* 1970)

### Foreign honorary members
- Ronny Abraham (* 1951)
- Chunli Bai (* 1953)
- Manfred Bietak (* 1940)
- Eavan A. Boland (* 1944)
- Horst Bredekamp (* 1947)
- Edwin Cameron (* 1953)
- Roger Chartier (* 1945)
- Fergus I. M. Craik (* 1935)
- Thibault Damour (* 1951)
- Tamar Flash (* 1949)
- Hans-Joachim Freund (* 1951)
- R. Benny Gerber (* 1944)
- Gerd Gigerenzer (* 1947)
- Adam M. Habib (* 1965)
- Sergiu Hart (* 1949)
- Carl-Henrik Heldin (* 1952)
- Ary A. Hoffmann (* 1960)
- Heinz Robert Holliger (* 1939)
- Nancy Y. Ip (* 1955)
- Joachim Küpper (* 1952)
- Ling Li (* 1948)
- Kuo-sung Liu (* 1932)
- Menachem Magidor (* 1946)
- Festus G. Mogae (* 1939)
- Christof Niehrs (* 1962)
- Michail Borissowitsch Piotrowski (* 1944)
- Hélène Rey (* 1969)
- Louise M. Richardson (* 1958)
- Nicholas A. Serota (* 1946)
- Zeev Sternhell (1935–2020)
- Thomas F. Stocker (* 1956)
- Colm Tóibín (* 1955)
- Shimon Ullman (* 1948)
- Karen H. Vousden (* 1957)
- Kongjian Yu (* 1963)
- Long Yu (* 1964)
- Oscar A. Zanetti Lecuona (* 1946)